# Абдулкарімовська сільська рада
Абдулкарі́мовська сільська рада (рос. Абдулкаримовский сельский совет) — муніципальне утворення у складі Баймацького району Башкортостану, Росія. Адміністративний центр — село Абдулкарімово.

## Населення
Населення — 764 особи (2019, 817 в 2010, 927 в 2002).

## Склад
До складу поселення входять такі населені пункти:
| Населений пункт     | Населення, осіб (2002) | Населення, осіб (2010) |
| ------------------- | ---------------------- | ---------------------- |
| Абдулкарімово, село | 465                    | 425                    |
| Алгазіно, присілок  | 223                    | 194                    |
| Куватово, присілок  | 239                    | 198                    |